# Hoppråttor
Hoppråttor (Notomys) är ett släkte i underfamiljen möss som förekommer i Australien. Arterna liknar springråttor eller påsmöss i utseende men är närmare släkt med släktet australmöss (Pseudomys).

## Utseende
Dessa djur har långa bakre extremiteter för att hoppa och en lång svans, som vid spetsen bär borstlika hår. På ryggen har pälsen en sandbrun eller gråbrun färg och buken är vitaktig. Kroppens längd ligger mellan 90 och 175 mm och därtill kommer en 120 till 225 mm lång svans. De bakre extremiteterna har en längd på 30 till 45 mm och öronen är 22 till 35 mm långa. Vikten ligger mellan 20 och 50 gram. Hos alla arter har honorna fyra spenar.

## Ekologi
Hoppråttor livnär sig huvudsakligen av bär, blad och frön. Arterna dricker när öppet vatten är tillgänglig men några arter kan täcka hela vätskebehovet med födan. Släktets medlemmar lever i sanddyner, i gräsmarker, i hedområden med buskar samt i andra öppna landskap. Individerna är aktiva på natten. De går vanligen på fyra fötter men de kan göra långa hopp på bakfötterna. Hoppråttor gräver underjordiska bon. Boet börjar med en 1,2 till 1,5 meter lång tunnel som ligger i en 40 graders vinkel mot markytan. Gången blir sedan mer horisontal innan den når kammaren. Hoppråttor delar ibland tunnelsystemet med den mindre australiska punghoppråttan.
Såvida känd sker parningen efter tider med regnfall. Efter dräktigheten som varar i 32 till 43 dagar föder honor oftast två till fyra ungar. Ibland har en kull upp till nio ungar. Ungarna är vid födelsen blinda och de väger 2 till 4g. De öppnar ögonen efter 18 till 28 dagar och de diar sin mor en månad. Beroende på art blir honor efter 3 till 6 månader könsmogna. Den äldsta individen i fångenskap levde 5 år och 2 månader.

## Systematik
Det skiljs mellan tio arter:
- Notomys mitchellii (OGILBY, 1838), är den största arten i släktet, lever i södra Western Australia, södra South Australia och västra Victoria.
- Notomys mordax (THOMAS, 1922), troligtvis utdöd, bara känt från en skalle som hittades i sydöstra Queensland, kanske identisk med den förstnämnda arten.
- Notomys aquilo (THOMAS, 1921), bara känt från kustregioner och bergsområden i norra Queensland och norra Northern Territory.
- Notomys amplus (BRAZENOR, 1936), troligtvis utdöd, fanns i centrala Australien.
- Notomys alexis (THOMAS, 1922), fattas bara i Australiens sydöstra delar.
- Notomys cervinus (GOULD, 1853), i Australiens centrala delar, var tidigare mera spridd i södra Australien.
- Notomys macrotis (THOMAS, 1921), troligtvis utdöd, fanns bara vid Moore River i Western Australia.
- Notomys longicaudatus (GOULD, 1844), troligtvis utdöd, fanns i kontinentens västra delar, sista levande individen iakttogs 1901.
- Notomys fuscus (JONES, 1925), i Australiens centrala delar.
- Notomys sp., saknar hittills vetenskaplig beskrivning, bara känt från kvarlevor av individer från South Australia, antagligen utdöd mellan 1850 och 1900.

IUCN listar två av de levande arter som livskraftig (LC), två som sårbar (VU) och Notomys aquilo som starkt hotad (EN).